# (17075) Pankonin
(17075) Pankonin (1999 GF49) – planetoida z pasa głównego asteroid okrążająca Słońce w ciągu 3,45 lat w średniej odległości 2,28 j.a. Odkryta 9 kwietnia 1999 roku.